# Síracs
Els síracs o siraquens van ser una tribu hel·lenitzada dels sàrmates, que segons Tàcit se situaven en algun lloc entre les muntanyes del Caucas i el riu Don, en un territori que Estrabó anomena Siracene, que col·loca a la Sarmàcia asiàtica a la vora del Palus Maeotis, darrere el riu Rha i a la riba del Acardeu. Als escrits antics apareixen amb diversos noms: Estrabó els anomena Σιρακοί (sirakoi), Pomponi Mela siraces, Tàcit siraci, i encara en una inscripció se'ls anomena Σιράχοι.
Tenien els seus propis reis, i cap a l'any 50 van entrar en conflicte amb l'Imperi Romà. Zorzines, rei dels síracs es va aliar amb Mitridates II, rei del Bòsfor per lluitar contra diverses tribus veïnes, i més tard va lluitar contra els romans (47/48). Els aorsis sota el comandament del príncep Eunones, van anar, enviats per Juli Àquila i Cotis I del Bòsfor, a lluitar contra Mitridates i es van enfrontar amb Zorzines, assetjant-lo a la seva capital. La ciutat va oferir deu mil esclaus si no l'atacaven però l'assalt va continuar perquè els romans no van acceptar l'oferta. Zorzines finalment va abandonar Mitridates i, després d'entregar hostatges als romans va aconseguir la pau. Va reconèixer la superioritat romana davant l'estàtua de l'emperador Claudi.